# Zeng Rong
Zeng Rong (en chino simplificado, 曾嵘) es una bioquímica china que investiga y desarrolla tecnología para investigación de la proteómica. Es profesora en el Instituto de Bioquímica y Biología Celular del Instituto de Ciencias Biológicas de Shanghái.

## Educación
Se graduó del Departamento de Biología en la Universidad Normal de Hunan en China en 1995 con una licenciatura. Luego obtuvo su doctorado en bioquímica y biología molecular en 2000 en el Instituto de Bioquímica y Biología Celular de los Institutos de Ciencias Biológicas de Shanghái, Academia China de Ciencias. Fue asesorada por Xia Qichang, un famoso analista de proteínas.

## Carrera
Ha estado trabajando en el Instituto de Bioquímica y Biología Celular, donde obtuvo su doctorado, desde el año 2000 después de su graduación. Trabaja como supervisora de doctorado y también es la investigadora principal de su grupo de investigación.  Se le ofreció ser editora de la revista Proteomics en enero de 2005 y Molecular and Cell Proteomics en 2006. También fue aceptada como miembro del comité de HUPO en septiembre de 2009.
Recibió honores y premios, entre ellos el Fondo Nacional de Ciencia en 2004 y el Premio de Mujeres Jóvenes en la Ciencia de China en 2005.

### Enfoque de investigación
Su enfoque principal es la proteómica y el comportamiento dinámico de las proteínas.  Dirige un equipo de investigación en el Instituto de Bioquímica y Biología Celular del Instituto de Ciencias Biológicas de Shanghái para avanzar en el desarrollo de la metodología, la aplicación de proteómica cuantitativa y el mecanismo de regulación del comportamiento dinámico de proteínas. 
Su equipo desarrolló nuevos métodos para la investigación de la proteómica, que incluyen LC-MS / MS multidimensional que puede ayudar en el perfilado de proteínas, el enriquecimiento de fosfopéptidos y la cuantificación múltiple. Aplicaron la proteómica cuantitativa en la señalización celular y el descubrimiento de biomarcadores de la diabetes.  Su trabajo sobre las proteínas en y alrededor de las células cancerosas en el hígado humano logró una mejor comprensión de ese tipo de cáncer. Para regular los mecanismos involucrados en el comportamiento dinámico de las proteínas, Zeng y su equipo utilizaron datos epigenéticos, transcriptómicos y de MiRNA junto con datos proteómicos para descubrir cómo interactúan las moléculas biológicas a nivel sistemático.

## Contribuciones a la ciencia
Ha publicado varios artículos en revistas que incluyen, entre otras, Electrophoresis, Nature, Science, Proteomics, BMC Genomics, Journal of Proteome Research, Journal of Molecular Cell Biology y Molecular & Cellular Proteomics.  Algunos trabajos seleccionados son: 
- "Las características fisiológicas y patógenas únicas de Leptospira interrogans reveladas por la secuenciación de todo el genoma" (PubMed
- "Análisis del proteoma del plasma humano mediante prefraccionamiento de cromatografía multidimensional e identificación de espectrometría de masas con trampa de iones lineales" (PubMed).  Publicado en Journal of Proteome Research en 2005.  Sus estudios en el perfil del proteoma a gran escala fueron citados para tratar temas sobre posibles aplicaciones clínicas relacionadas.[6]
- "Acetilación de enzimas metabólicas coordina la utilización de la fuente de carbono y el flujo metabólico" (PubMed). Publicado en ciencia en 2010. El descubrimiento del equipo ayudó a desarrollar la idea sobre la conservación de ciertos mecanismos, desde las bacterias hasta los humanos.[7]